# Só (álbum)
Só é o décimo segundo álbum de estúdio (e o décimo sexto no total) da cantora e compositora brasileira Adriana Calcanhotto, a ser lançado em 29 de maio de 2020. O álbum é produzido pelo paraense Arthur Nogueira e possui nove composições inéditas de Calcanhotto, feitas durante a Pandemia de COVID-19.

## Precedentes e produção
Depois do álbum Margem (2019) e de sua turnê, encerrada em 8 de fevereiro de 2020 no Circo Voador, Adriana voltaria para Portugal onde leciona uma master class na Universidade de Coimbra. Portando a Pandemia de COVID-19 impediu esse retorno, e a artista permaneceu na sua casa no Rio. Neste tempo lhe deu um "surto" criativo que lhe rendeu novas canções.
| “ | “Tem a ver também com essa coisa de estar em casa, não ter o que fazer, nem outros compromissos, fora as coisas da casa. A criação gosta disso" | ” |

Explica a cantora.
Adriana realizou o trabalho de pré-produção em casa, sozinha, cantando sobre bases que apontavam as intenções iniciais das músicas. A partir disso, Arthur Nogueira propôs novos caminhos e moldou a sonoridade junto ao núcleo criativo com STRR (pronuncia-se “Star”) e Leo Chaves, que atuaram como instrumentistas, arranjadores e engenheiros de som.
Os três são de Belém e ajudaram na convocação da seleção indicada por Adriana e Andrea Franco, sua empresária e produtora executiva do álbum. Seleção que incluiu Allen Alencar (guitarra), Zé Manoel (piano), Diogo Gomes (sopros), Bruno di Lullo (violão), Rafael Rocha (percussão), Bem Gil (violão), Thomas Harres (bateria e percussão) e Chibatinha (guitarra). A diferença, para todos, é que cada um teria que realizar seu trabalho respeitando o isolamento. E assim foi.
Junto ao álbum, Adriana lançou sob a direção de Murilo Alvesso a versão audiovisual de “SÓ” em um grande clipe-sequência de todas as músicas registradas no quarto da artista. “Com todo o cuidado na gravação”, faz questão de garantir o fotógrafo e diretor.

## Faixas
- Todas as faixas compostas por Adriana Calcanhotto e produzidas por Arthur Nogueira exceto faixa 8 por Dennis DJ.

| N.º            | Título                                    | Duração  |  |
| 1.             | "Ninguém na Rua"                          | 3:17     |  |
| 2.             | "Era Só"                                  | 3:17     |  |
| 3.             | "Eu Vi Você Sambar"                       | 3:35     |  |
| 4.             | "O Que Temos"                             | 2:27     |  |
| 5.             | "Sol Quadrado"                            | 1:44     |  |
| 6.             | "Tive Notícias"                           | 3:33     |  |
| 7.             | "Lembrando da Estrada"                    | 2:49     |  |
| 8.             | "Bunda Lê Lê" (Participação de Dennis DJ) | 2:40     |  |
| 9.             | "Corre o Munda"                           | 4:17     |  |
| Duração total: | Duração total:                            | 00:27:39 |  |